# Carbonyle de métal
Pour l’article homonyme, voir Carbonyle.

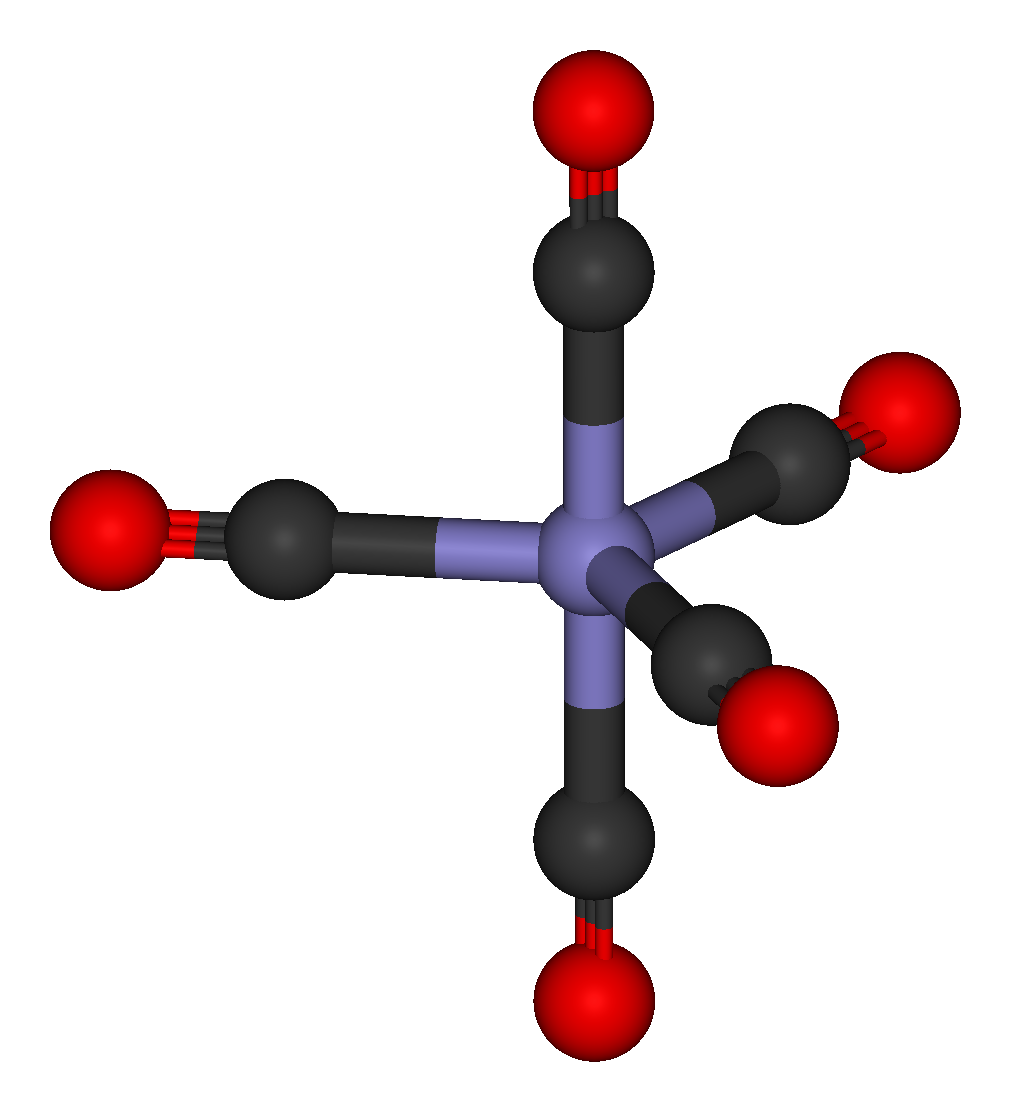
Pentacarbonyle de fer, constitué d'un atome de fer avec cinq ligands CO.

Un carbonyle de métal ou « métal carbonyle » (de l'anglais metal carbonyl) est un complexe d'un métal de transition avec des ligands monoxyde de carbone (CO). Les ligands monoxyde de carbone peuvent être liés de façon terminale à un seul atome de métal, ou pontant entre deux atomes de métal ou plus. Ces complexes peuvent être homoleptiques, c'est-à-dire ne contenant que des ligands CO, tels que le carbonyle de nickel (Ni(CO)4), mais bien plus souvent ces complexes de carbonyle de métal sont hétéroleptiques et contiennent un mélange de ligands.
Les carbonyles de métal sont utiles en synthèse organique, comme catalyseurs ou précurseurs de catalyseur en catalyse homogène, comme dans le cas de l'hydroformylation, de la chimie de Reppe ou de la sonocatalyse. Dans le procédé de Mond, le carbonyle de nickel est utilisé pour produire du nickel pur. En chimie organométallique, les carbonyles de métal peuvent servir de précurseurs dans la préparation d'autres complexes organométalliques.
Les carbonyles de métal sont toxiques par contact avec la peau, inhalation ou ingestion, en partie du fait de leur capacité à carbonyler l'hémoglobine pour former la carboxyhémoglobine, qui ne peut se lier à O2.

## Exemples
- Complexes à 3 carbonyles : (méthylcyclopentadiényl)manganèse tricarbonyle (C5H4CH3)Mn(CO)3.
- Complexes à 4 carbonyles : tétracarbonyle de nickel Ni(CO)4, hydrocarbonyle de cobalt HCo(CO)4.
- Complexes à 5 carbonyles : pentacarbonyle de fer Fe(CO)5.
- Complexes à 6 carbonyles : hexacarbonyles de chrome Cr(CO)6, de molybdène Mo(CO)6, de tungstène W(CO)6 et de seaborgium Sg(CO)6.
- Complexes à 8 carbonyles : octacarbonyle de dicobalt Co2(CO)8.
- Complexes à 9 carbonyles : nonacarbonyle de difer Fe2(CO)9.
- Complexes à 10 carbonyles : décacarbonyle de dimanganèse Mn2(CO)10.
- Complexes à 12 carbonyles : dodécacarbonyles de tétrairidium Ir4(CO)12, de trifer Fe3(CO)12, de triosmium Os3(CO)12 et de triruthénium Ru3(CO)12.